# Oeratman
De Oeratman (Russisch: Уратман) is een sommavulkaan op het noordoostelijkste uiteinde van het eiland Simoesjir, centraal gelegen in de Russische eilandengroep de Koerilen. De vulkaan heeft in het Pleistoceen een caldeira gevormd, die grotendeels onder water staat: de Broutonbaai. Deze baai is bij de nauwe ingang vanaf de zee slechts 2,5 meter diep, en in het midden 240 meter. De nieuwste vulkaankegel bevat andesiet en dateert uit het Holoceen. Er zijn geen recente uitbarstingen bekend.